# NGC 1267
NGC 1267 (również PGC 12331 lub UGC 2657) – galaktyka eliptyczna (E), znajdująca się w gwiazdozbiorze Perseusza. Odkrył ją Heinrich Louis d’Arrest 14 lutego 1863 roku. Należy do Gromady w Perseuszu.